# Powiat Ózd
Powiat Ózd (węg. Ózdi járás) – jeden z piętnastu powiatów komitatu Borsod-Abaúj-Zemplén na Węgrzech. Siedzibą władz jest miasto Ózd.

## Miejscowości powiatu Ózd
- Arló
- Bánréve
- Borsodbóta
- Borsodnádasd
- Borsodszentgyörgy
- Bükkmogyorósd
- Csernely
- Csokvaomány
- Domaháza
- Dubicsány
- Farkaslyuk
- Gömörszőlős
- Hangony
- Hét
- Járdánháza
- Kelemér
- Királd
- Kissikátor
- Lénárddaróc
- Nekézseny
- Ózd
- Putnok
- Sajómercse
- Sajónémeti
- Sajópüspöki
- Sajóvelezd
- Sáta
- Serényfalva
- Uppony